# Sesleria caerulea
Sesleria caerulea, la hierba de páramo azul,  es una especie de hierba perenne de la familia Poaceae, nativa de Europa .